# Bãi biển Hải Hòa
Bãi biển Hải Hòa thuộc phường Tĩnh Gia, tỉnh Thanh Hóa.
Bãi biển Hải Hòa chủ yếu nằm trên địa phận 2 khu phố Đông Hải và Giang Sơn, trải dài từ núi Sổi đến núi Nồi khoảng 3 km. Bãi biển Hải Hòa cách Thủ đô Hà Nội đúng 200 km.
Bãi biển Hải Hòa còn hoang sơ; có bãi tắm đẹp, rộng và bằng phẳng; cát trắng mịn, nước trong xanh, sóng vỗ hiền hòa. Bãi biển nhìn ra Biển Đông, phía xa là đảo Hòn Mê. Phía Nam là núi Sổi và núi Chay (Ảnh 4). Bờ cát trắng chạy dài 20 km về hướng Bắc cho đến tận phường Hải Ninh, chỗ nào cũng có thể tắm được (Ảnh 3). Phía Tây là Quốc lộ 1 (km 366), cách bãi biển 3 km. Bãi tắm ở Hải Hòa đẹp hơn ở Sầm Sơn, Đồ Sơn và Bãi Cháy; môi trường ở đây chưa bị ô nhiễm; người dân chất phác, hiền lành. Nghỉ mát ở bãi biển Hải Hòa du khách có thể mua nước mắm cốt, mực khô, cá khô, cá thu nướng cháy,... về làm quà.

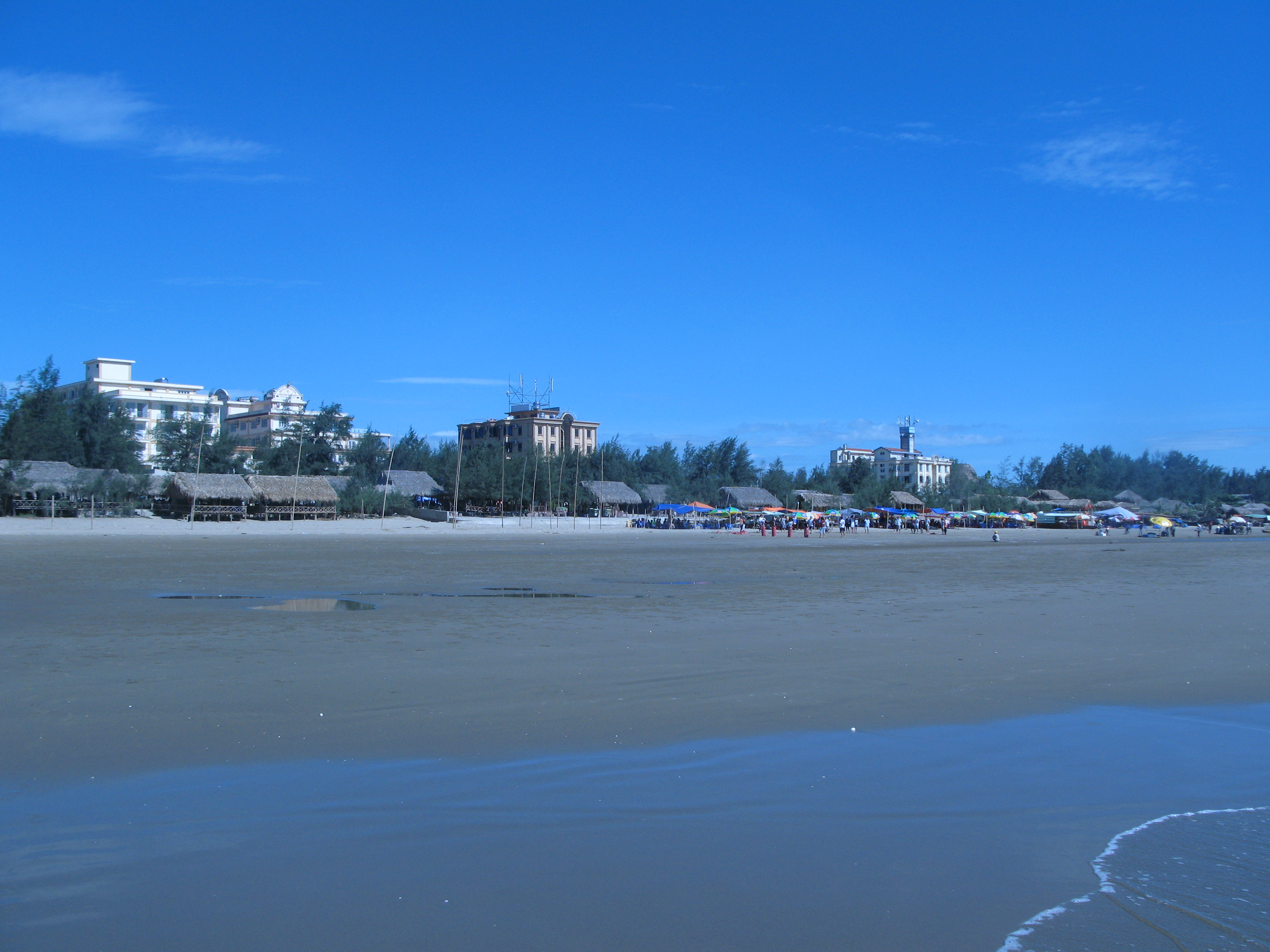
1. Toàn cảnh bãi biển Hải Hòa
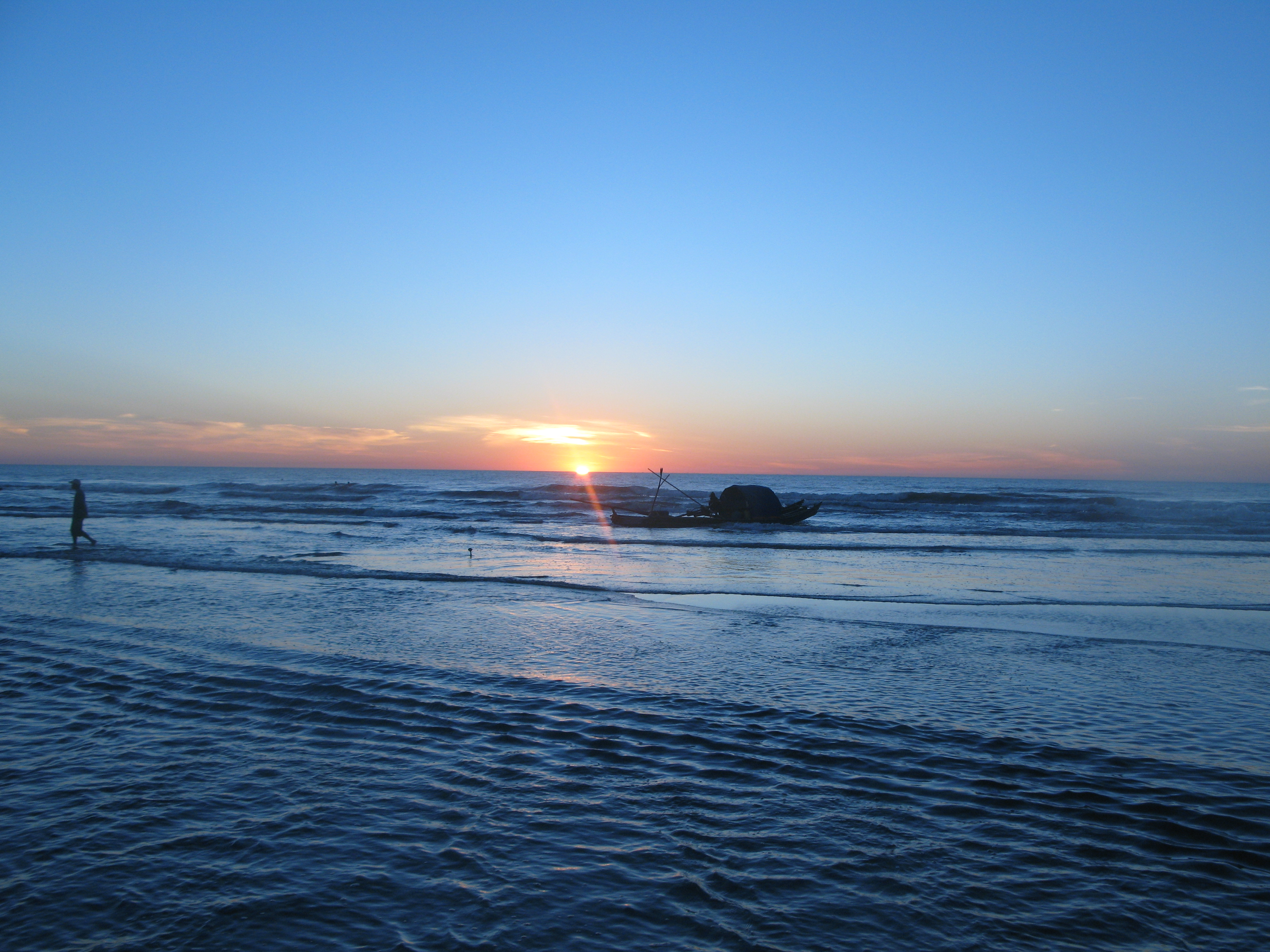
2. Bình minh trên bãi biển
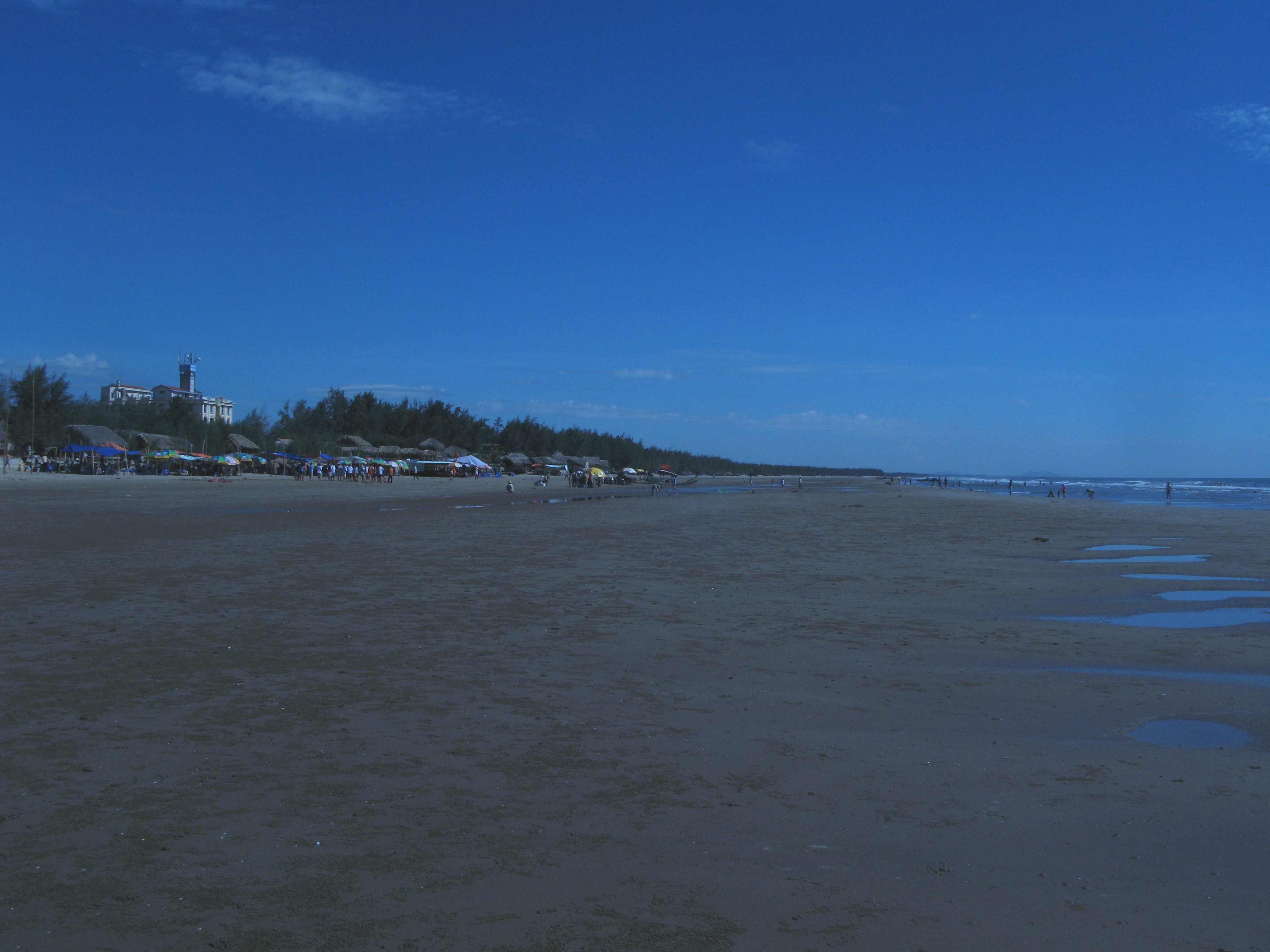
3. Từ bãi biển nhìn lên phía Bắc

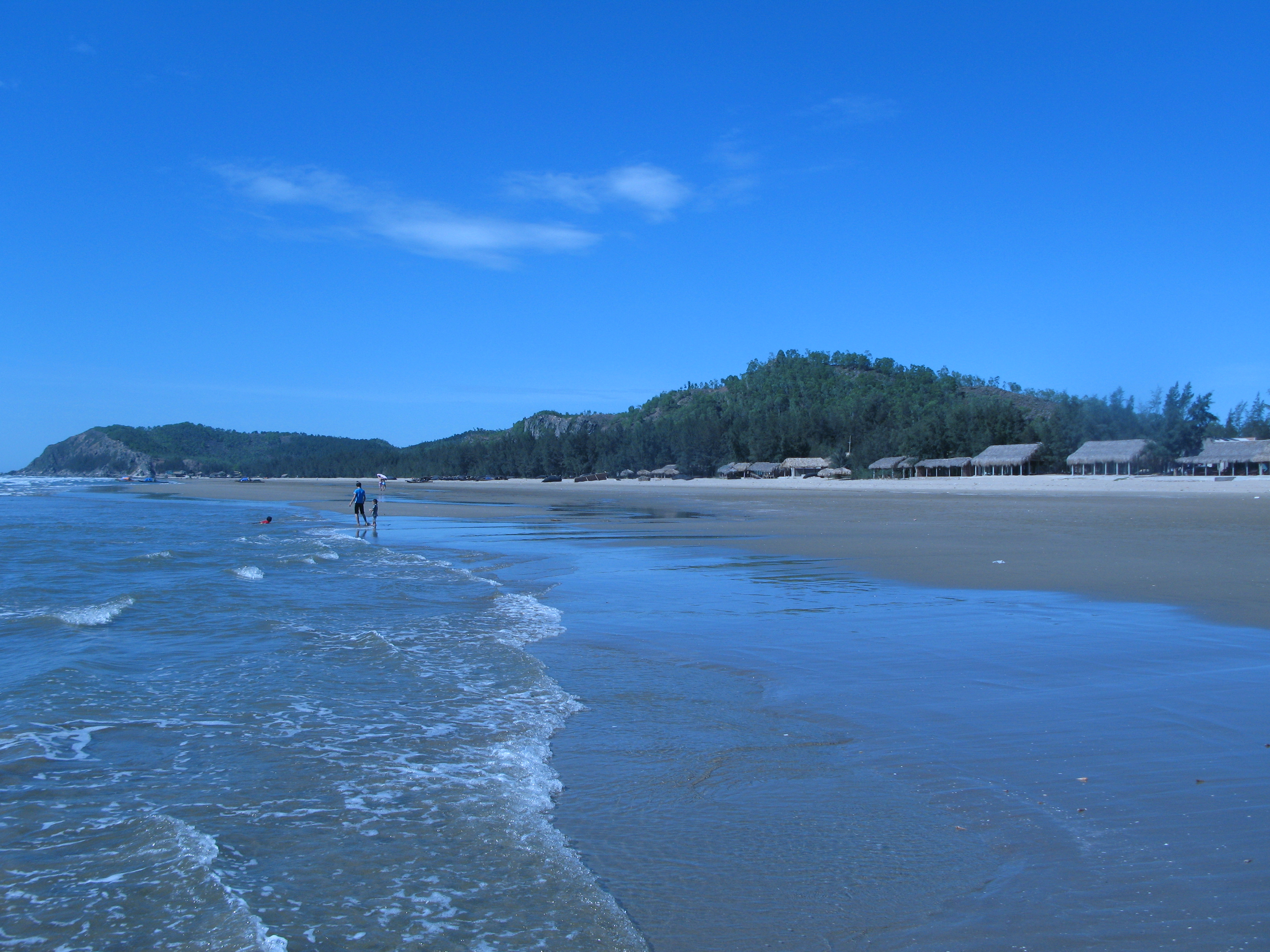
4. Từ bãi biển nhìn xuống phía Nam: núi Sổi, núi Chay
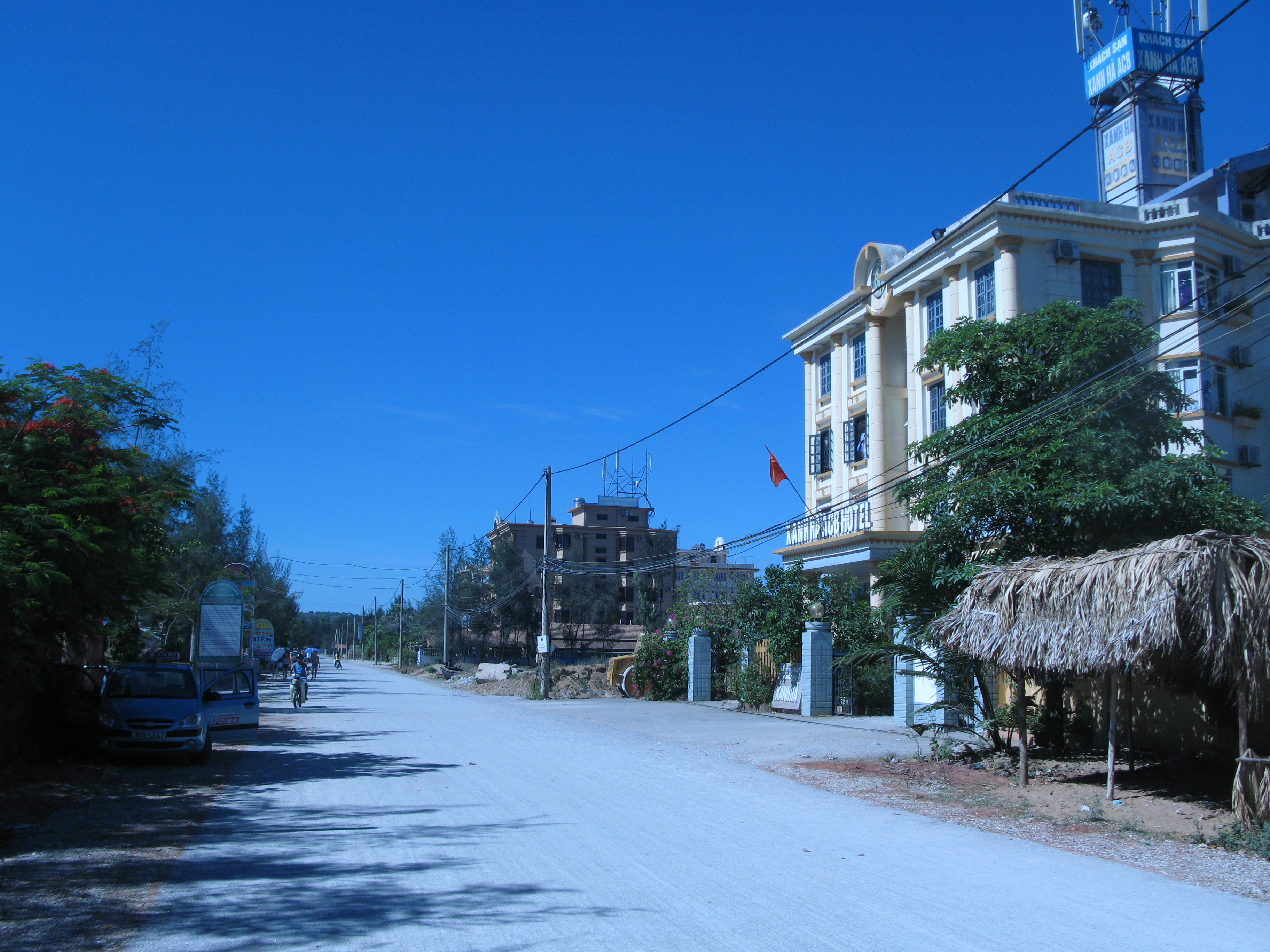
5. Đường chính dọc bãi biển Hải Hòa
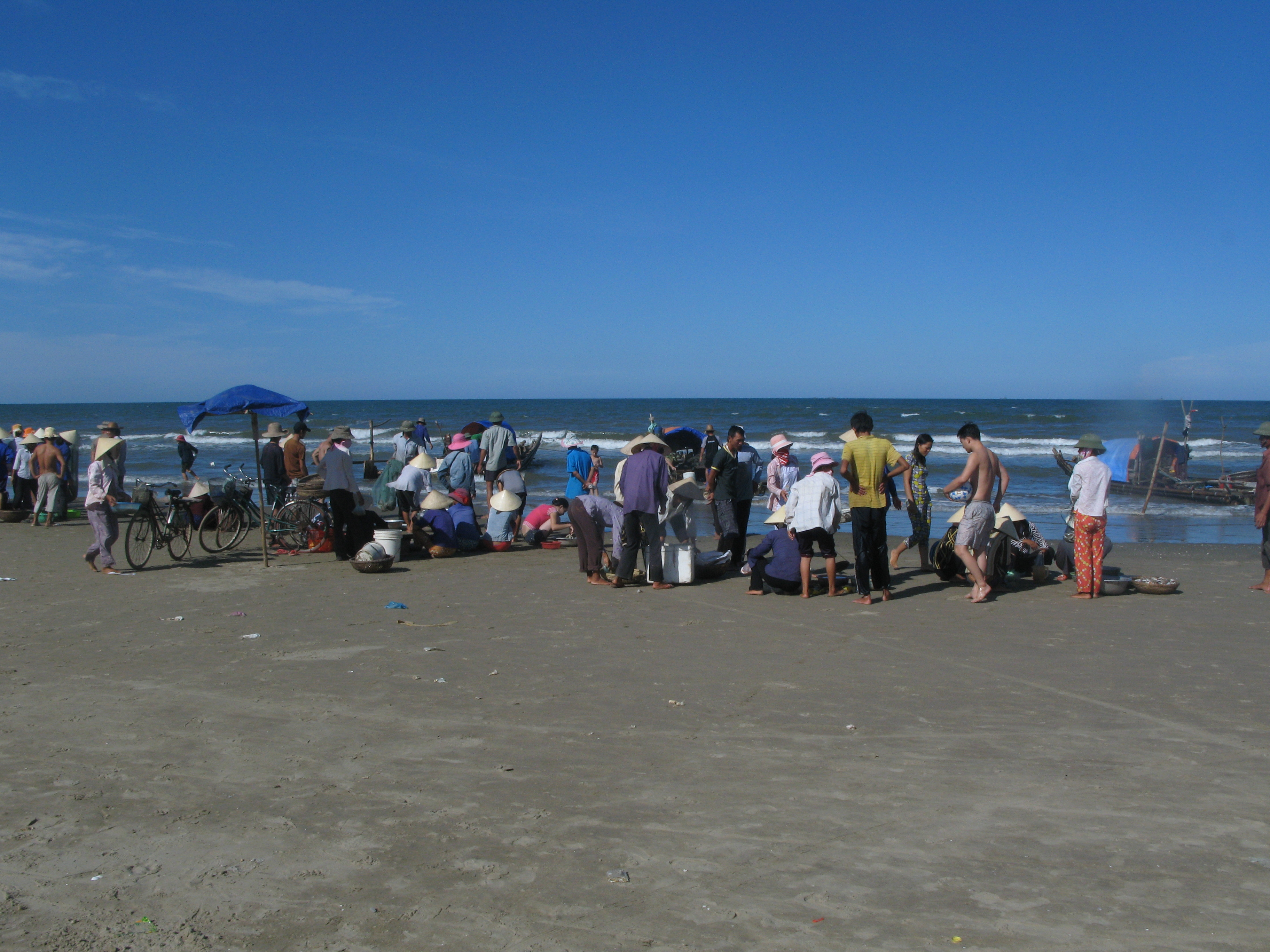
6. Hoạt động mua bán hải sản trên bãi biển